# 北日本児童文学賞
北日本児童文学賞（きたにほんじどうぶんがくしょう）は、日本の文学賞。

## 概要
2003年、子どもたちに物語の楽しさを伝え、心の糧として残っていくような文学作品が多く生まれてほしいという願いを込めて、北日本新聞社によって創設された。同社が主催している。夢と感動にあふれ、物語の醍醐味を味わわせる個性豊かな作品の創造、作家の発掘を目的としている。最優秀賞（1編）には記念盾と副賞50万円が、優秀賞（2編）には記念盾と副賞10万円がそれぞれ贈られる。題材は自由であるが、小学校高学年までの読者を対象にした内容とし、日本語で書かれた未発表作品に限られる。規定枚数は、400字詰め原稿用紙30枚以内。児童文学作家の那須正幹が選者を務めている。第12回受賞の藍沢羽衣は、第4回集英社みらい文庫大賞（優秀賞）を受賞している。
第19回（2021年）は、5月31日に応募が締め切られていたが、選者の那須が7月22日に死去したことから中止され、作品は各応募者に返却されることとなった。2022年2月、終了が報じられた。

## 受賞作一覧
| 回（年）         | 賞       | 受賞作                             | 受賞者                   |
| ---------------- | -------- | ---------------------------------- | ------------------------ |
| 第1回（2003年）  | 最優秀賞 | 「ごくらく観音おんせん」           | 緑川真喜子               |
| 第1回（2003年）  | 優秀賞   | 「さようならカア公」               | 石川太幸                 |
| 第1回（2003年）  | 優秀賞   | 「陣兵衛太鼓」                     | 本木勝人                 |
| 第2回（2004年）  | 最優秀賞 | 「天の川をこえて」                 | 野澤恵美                 |
| 第2回（2004年）  | 優秀賞   | 「夏休みと弟と子犬」               | 富須田葉呂比             |
| 第2回（2004年）  | 優秀賞   | 「虹の向こう」                     | 坂本幹太                 |
| 第3回（2005年）  | 最優秀賞 | 「海を見る少年」                   | 桃通ユイ                 |
| 第3回（2005年）  | 優秀賞   | 「ブレンドファミリー」             | うつぎみきこ             |
| 第3回（2005年）  | 優秀賞   | 「まぼろしいけ」                   | なかいじゅんこ           |
| 第4回（2006年）  | 最優秀賞 | 「のぼり綱、くだり綱」             | 吉村健二                 |
| 第4回（2006年）  | 優秀賞   | 「スローランニング」               | 阪口正博                 |
| 第4回（2006年）  | 優秀賞   | 「星探し」                         | 権藤力也                 |
| 第5回（2007年）  | 最優秀賞 | 「ねこふんじゃった」               | 麻丘絵夢                 |
| 第5回（2007年）  | 優秀賞   | 「ファミリア」                     | 秋津信太郎               |
| 第5回（2007年）  | 優秀賞   | 「コナツのおまもり」               | 西村すぐり               |
| 第6回（2008年）  | 最優秀賞 | 「ぼくは携帯犬ミルク」             | 北詰渚                   |
| 第6回（2008年）  | 優秀賞   | 「真夜中バースデー」               | もりおみずき             |
| 第6回（2008年）  | 優秀賞   | 「ちっち・ちっぷす」               | 蒼沼洋人                 |
| 第7回（2009年）  | 最優秀賞 | 該当作なし                         | 該当作なし               |
| 第7回（2009年）  | 優秀賞   | 「穴掘り」                         | 岩田隆幸                 |
| 第7回（2009年）  | 優秀賞   | 「ユウ君のラストパス」             | 村上知矢                 |
| 第7回（2009年）  | 優秀賞   | 「ハル」                           | 古閑良子                 |
| 第8回（2010年）  | 最優秀賞 | 「竜のお産婆さん」                 | 田村つねこ               |
| 第8回（2010年）  | 優秀賞   | 「まれにな」                       | 松井美紀子               |
| 第8回（2010年）  | 優秀賞   | 「いざ、ジンジョウに！」           | 珠咲健                   |
| 第9回（2011年）  | 最優秀賞 | 「図書館のとびら」                 | 奥田謙治                 |
| 第9回（2011年）  | 優秀賞   | 「立山の水」                       | 渋谷代志枝               |
| 第9回（2011年）  | 優秀賞   | 「星をつかまえに」                 | 鈴木まり子               |
| 第10回（2012年） | 最優秀賞 | 「カラスのカーコとハーモニカ」     | ゆき                     |
| 第10回（2012年） | 優秀賞   | 「悲しみの木」                     | 岩田隆幸                 |
| 第10回（2012年） | 優秀賞   | 「ぼくと菜々ちゃんとやまももの木」 | 鈴木ゆき江               |
| 第11回（2013年） | 最優秀賞 | 「カワウソ物語」                   | 誉川昭                   |
| 第11回（2013年） | 優秀賞   | 「もう一人の友だち」               | 山本静夫                 |
| 第11回（2013年） | 優秀賞   | 「ロケット×ロケット」              | 西野真弓                 |
| 第12回（2014年） | 最優秀賞 | 「全国いっせいKYテスト」           | 藍沢羽衣                 |
| 第12回（2014年） | 優秀賞   | 「いつか、ゴジラの木の下で」       | モーリッヒ・デ・アッキー |
| 第12回（2014年） | 優秀賞   | 「竜のうろこ」                     | 西野真弓                 |
| 第13回（2015年） | 最優秀賞 | 「地下たびをはいたねこ」           | こうご仁子               |
| 第13回（2015年） | 優秀賞   | 「花奈の剣」                       | 佐藤ゆみ子               |
| 第13回（2015年） | 優秀賞   | 「ふんふんふん、しましましま」     | たんぽぽあやん           |
| 第14回（2016年） | 最優秀賞 | 「座布団いちまい！」               | 草間小鳥子               |
| 第14回（2016年） | 優秀賞   | 「キジ撃ち」                       | ちばるりこ               |
| 第14回（2016年） | 優秀賞   | 「白い手」                         | 南田幹太                 |
| 第15回（2017年） | 最優秀賞 | 「月一デート」                     | 竹内よしひこ             |
| 第15回（2017年） | 優秀賞   | 「手刀を切る！」                   | 睦月彩良                 |
| 第15回（2017年） | 優秀賞   | 「ひび」                           | かめやひろ美             |
| 第16回（2018年） | 最優秀賞 | 「耳かき大はんじょう」             | 緒久なつえ               |
| 第16回（2018年） | 優秀賞   | 「月に帰す」                       | 小粒すずめ               |
| 第16回（2018年） | 優秀賞   | 「お母さんの鞄」                   | 立岩由子                 |
| 第17回（2019年） | 最優秀賞 | 「ヒロタ君へ」                     | 清水温子                 |
| 第17回（2019年） | 優秀賞   | 「どんぐりかぞく」                 | 麦野圭                   |
| 第17回（2019年） | 優秀賞   | 「風の笛」                         | のやまさよ               |
| 第18回（2020年） | 最優秀賞 | 「山の中の小さな畑で」             | 矢ヶ崎則之               |
| 第18回（2020年） | 優秀賞   | 「とんだ、カワハギ」               | 森坂京子                 |
| 第18回（2020年） | 優秀賞   | 「さくら二号」                     | 麦野圭                   |